# Bivels
Bivels (luxemburgisch Biwelsⓘ) ist eine Ortschaft in der Gemeinde Pütscheid, Kanton Vianden, im Großherzogtum Luxemburg.

## Lage
Bivels liegt in einem Talmäander der Our. Der Fluss bildet zugleich die Grenze nach Deutschland. Der Ort grenzt an den Naturpark Our und westlich des Ortes befindet sich der Our-Stausee. Etwa 3 Kilometer südlich des Ortes liegt die Stadt Vianden, westlich Stolzemburg und auf deutscher Seite Keppeshausen. Mit den Nachbarorten ist das Dorf über die N 10 verbunden.

## Allgemeines und Geschichte
Bivels ist ein kleiner ländlich geprägter Ort und wurde erstmals 1332 als Biweiltz erwähnt. Der Ortsname heißt so viel wie bei Fels oder Um den Fluss. So beschreibt der Ortsname die geografische Lage des Ortes.
Bivels galt lange Zeit als eines der ärmsten Dörfer der Umgegend. Zwischen 1954 und 1964 wurden Flussabwärts bei Vianden in der Our ein Damm und das Pumpspeicherwerk Vianden errichtet. Durch die Aufstauung des Flusses zum Our-Stausee musste ein großer Teil des Ortes abgerissen und auf einem künstlich aufgeschütteten Plateau neu aufgebaut werden. Auch die Heilig-Kreuz-Kirche musste neu aufgebaut werden.
In der nicht mehr genutzten Dorfschule wurde 1996 eine kleine Gästeunterkunft eingerichtet.

## Persönlichkeiten
- Adrien Ries (* 1933 in Bivels; † 1991 in Ribeauvillé), Jurist, Ökonom und Autor